# Gold (álbum de September)
Gold fue lanzado el 14 de noviembre del 2008. Es el primer álbum recopilatorio que lanza al mercado la cantante sueca September. El álbum trae mayoritariamente canciones de su segundo y tercer álbum In Orbit y Dancing Shoes. La canción "Because I Love You" fue lanzado como un sencillo promocional del álbum el 26 de noviembre del mismo año y fue el único sencillo del álbum.

## Lista de canciones
| CD  |                                       |          |  |
| N.º | Título                                | Duración |  |
| 1.  | «Cry for You» (UK Radio Edit)         | 2:45     |  |
| 2.  | «Because I Love You» (JvD Radio Edit) | 3:16     |  |
| 3.  | «Can't Get Over»                      | 3:02     |  |
| 4.  | «Candy Love»                          | 2:46     |  |
| 5.  | «R.I.P.»                              | 3:49     |  |
| 6.  | «Looking for Love»                    | 3:24     |  |
| 7.  | «Satellites»                          | 3:16     |  |
| 8.  | «Flowers on the Grave»                | 4:17     |  |
| 9.  | «It Doesn't Matter»                   | 3:45     |  |
| 10. | «Sacrifice»                           | 3:56     |  |
| 11. | «A Sad Song»                          | 2:57     |  |
| 12. | «Freaking Out»                        | 3:23     |  |
| 13. | «Taboo»                               | 3:43     |  |
| 14. | «Midnight Heartache»                  | 3:44     |  |
| 15. | «Until I Die»                         | 3:44     |  |
| 16. | «End of the Rainbow»                  | 3:37     |  |

| Bonus Tracks |                                                  |          |  |
| N.º          | Título                                           | Duración |  |
| 17.          | «Because I Love You» (Jazzy Candlelight Version) | 3:52     |  |
| 18.          | «Cry for You» (Candlelight Remix)                | 3:06     |  |
| 19.          | «Satellites» (Live Acoustic Version)             | 3:02     |  |

| Videos |                                       |          |  |
| N.º    | Título                                | Duración |  |
| 1.     | «Cry for You» (UK Video)              | 2:48     |  |
| 2.     | «Cry for You» (Live Acoustic Version) | 2:58     |  |

## Historial de Lanzamiento
| País        | Fecha                   | Formato              |
| ----------- | ----------------------- | -------------------- |
| Austria     | 14 de noviembre de 2008 | CD, Descarga Digital |
| Alemania    | 14 de noviembre de 2008 | CD, Descarga Digital |
| Switzerland | 14 de noviembre de 2008 | CD, Descarga Digital |
| Finlandia   | 26 de noviembre de 2008 | CD, Descarga Digital |
| Suecia      | 17 de diciembre de 2008 | CD, Descarga Digital |
| Rusia       | 13 de abril de 2009     | CD, Descarga Digital |
| Australia   | 12 de junio de 2009     | CD, Descarga Digital |